# Hassan Nazari
Hassan Nazari (ur. 19 sierpnia 1956 w Abadanie) – irański piłkarz występujący podczas kariery na pozycji obrońcy.

## Kariera klubowa
Hassan Nazari karierę piłkarską rozpoczął w drużynie Sepah Abadan w pierwszej połowie lat 70. W latach 1974–1975 występował w lokalnym rywalu - Sanat Naft. W latach 1967–1977 był zawodnikiem Taj Teheran. Z Taj zdobył Puchar Hazfi w 1977.
W 1978 wyjechał do Zjednoczonych Emiratów Arabskich do klubu Al-Ahli Dubaj. Al-Ahli zdobył mistrzostwo Zjednoczonych Emiratów Arabskich w 1980. W 1985 występował w amerykańskim klubie Dallas Americans, a w 1989 Richardson Rockets.

## Kariera reprezentacyjna
W reprezentacji Iranu Nazari zadebiutował 10 sierpnia 1975 w przegranym 1-2 towarzyskim meczu z Węgrami. W 1976 wygrał z Iranem Puchar Azji. Na turnieju w Iranie wystąpił w trzech meczach z Irakiem, Chinami i finale z Kuwejtem. Kilka tygodni później uczestniczył w Igrzyskach Olimpijskich w Montrealu. Na turnieju w Kanadzie wystąpił we wszystkich trzech meczach z: Kubą, Polską i w ćwierćfinale z ZSRR.
W 1978 roku został powołany do kadry na Mistrzostwa Świata. Iran zakończył turniej na fazie grupowej a Nazari wystąpił we wszystkich trzech meczach z Holandią, Szkocją i Peru. Ostatni raz w reprezentacji wystąpił 6 września 1978 w przegranym 0-1 towarzyskim meczu z ZSRR. Ogółem w latach 1975-1978 Nazari w reprezentacji wystąpił w 35 meczach, w których zdobył bramkę.